# San Bartolomé (Azuay)

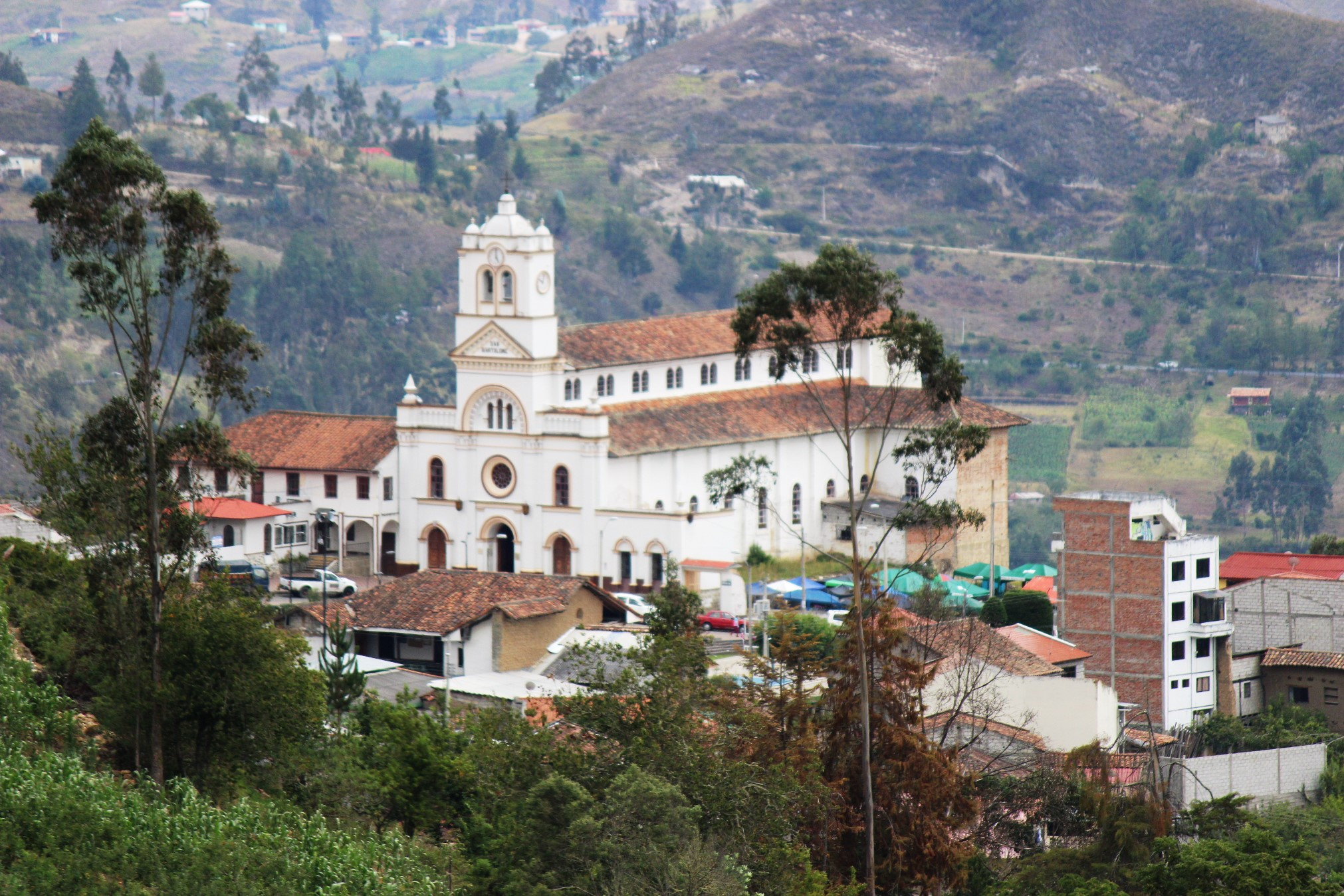
Kirche von San Bartolomé

San Bartolomé ist eine Ortschaft und eine Parroquia rural („ländliches Kirchspiel“) im Kanton Sígsig der ecuadorianischen Provinz Azuay. Die Parroquia besitzt eine Fläche von 38,08 km². Die Einwohnerzahl lag im Jahr 2010 bei 4101.

## Lage
Die Parroquia befindet sich am linken Flussufer des Río Pamar, ein linker Nebenfluss des Río Santa Bárbara. Im äußersten Osten reicht das Verwaltungsgebiet bis zu dem nach Norden fließenden Río Santa Bárbara. Der Ort San Bartolomé befindet sich auf einer Höhe von 2790 m etwa 7 km nordwestlich des Kantonshauptortes Sígsig sowie 20 km südöstlich der Provinzhauptstadt Cuenca.
Die Parroquia San Bartolomé grenzt im Norden an die Parroquias Zhidmad und San Juan (beide im Kanton Gualaceo), im Osten und im Südosten an die Parroquia Sígsig, im Südwesten an die Parroquia Ludo sowie im Westen an die Parroquias Quingeo und Santa Ana (beide im Kanton Cuenca).

## Orte und Siedlungen
In der Parroquia gibt es folgende Comunidades und Sectores: 24 de Mayo, Chinin, Cruz Loma, Delegsol, Guanña Central, Guanña Tigapal, Iñazari, La Libertad, La Unión Chunucari, Pamar Chacrin, Pamar Zhuzho, Panzha, Ruizho, Rumipamba Chico, Sigsillano, Taguan, Tunzhun, Yanallpa und San Bartolomé Centro.
Ferner gibt es folgende Barrios: La Cuadra, Madelig, Issac Calle, Plaza Central, Nuyuzhca und El Colegio.

## Geschichte
San Bartolomé wurde am 16. April 1574 von Alonso de Cabrera gegründet. Im Jahr 1864 wurde die Parroquia Teil des neu gegründeten Kantons Sígsig.